# Signaturerstellungseinheit
Eine Signaturerstellungseinheit ist laut der Richtlinie 1999/93/EG über gemeinschaftliche Rahmenbedingungen für elektronische Signaturen (Signaturrichtlinie) eine konfigurierte Software oder Hardware, die die Erzeugung, Speicherung und/oder Anwendung von Signaturerstellungsdaten (eines Signaturschlüssels) implementiert. Diese Definition wurde im Rahmen der Umsetzung der Richtlinie in das österreichische Signaturgesetz und das liechtensteinische Signaturgesetz übernommen.
Mögliche Implementierungen einer Signaturerstellungseinheit reichen von einer Softwarekomponente, die die Signaturschlüssel auf der Festplatte speichert, bis zu einer Chipkarte oder einem Hardware-Sicherheitsmodul. 
Eine besondere Form ist die sichere Signaturerstellungseinheit, für die in der Richtlinie und in den nationalen Signaturgesetzen (zum Beispiel Deutschlands und Österreichs) besondere Anforderungen an die Sicherheit und deren Überprüfung definiert werden. 